# جمعية مرشدات دومينيكا
جمعية مرشدات دومينيكا هي المنظمة الإرشادية الوطنية في دومينيكا. تأسست المنظمة عام 1929، وأصبحت عضوا منتسبا في الرابطة العالمية للمرشدات وفتيات الكشافة في عام 1987 وعضو كامل العضوية في عام 2008. المنظمة للفتيات فقط وتضم 723 عضوة (اعتبارا من عام 2015).